# Story County
Das Story County ist ein County im US-amerikanischen Bundesstaat Iowa. Im Jahr 2020 hatte das County 98.537 Einwohner und eine Bevölkerungsdichte von 66,4 Einwohnern pro Quadratkilometer. Der Verwaltungssitz (County Seat) ist Nevada, benannt nach der Sierra Nevada.

## Geografie
Das County liegt nahe dem geografischen Zentrum von Iowa und hat eine Fläche von 1486 Quadratkilometern, wovon zwei Quadratkilometer Wasserfläche sind.
Durchflossen wird das County von Nord nach Süd vom südlichen Quellfluss des Skunk River, eines rechten Nebenfluss des Mississippi.
An das Story County grenzen folgende Nachbarcountys:
|              | Hamilton County Hardin County |                 |
| Boone County |                               | Marshall County |
|              | Polk County                   | Jasper County   |

## Geschichte

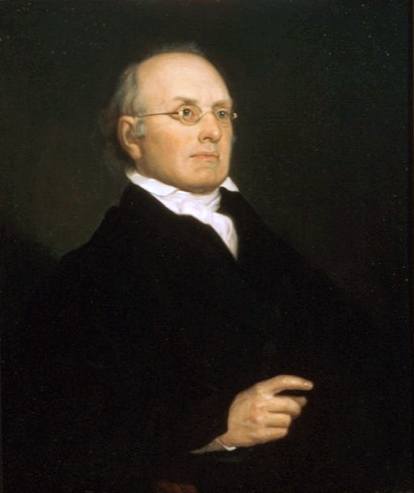
J. Story

Das Story County wurde am 13. Januar 1846 gebildet. Benannt wurde es nach Joseph Story (1779–1845), einem Richter am Obersten Gerichtshof der USA (US Supreme Court).
Die ersten weißen Siedler kamen aus Indiana, New York und Pennsylvania. Später folgten Norweger, Deutsche und Dänen. 1852 gab es 214 Einwohner im County, 1860 waren dies bereits 4501. Am 27. Juni 1853 wurde Nevada zur Bezirkshauptstadt gewählt. Die erste Eisenbahnanbindung erfolgte 1864.

## Bevölkerung
Nach der Volkszählung im Jahr 2010 lebten im Story County 89.542 Menschen in 34.227 Haushalten. Die Bevölkerungsdichte betrug 60,3 Einwohner pro Quadratkilometer. In den 34.227 Haushalten lebten statistisch je 2,34 Personen.
Ethnisch betrachtet setzte sich die Bevölkerung zusammen aus 88,6 Prozent Weißen, 2,5 Prozent Afroamerikanern, 0,2 Prozent amerikanischen Ureinwohnern, 6,0 Prozent Asiaten sowie aus anderen ethnischen Gruppen; 1,7 Prozent stammten von zwei oder mehr Ethnien ab. Unabhängig von der ethnischen Zugehörigkeit waren 3,0 Prozent der Bevölkerung spanischer oder lateinamerikanischer Abstammung.
17,8 Prozent der Bevölkerung waren unter 18 Jahre alt, 72,2 Prozent waren zwischen 18 und 64 und 10,0 Prozent waren 65 Jahre oder älter. 48,2 Prozent der Bevölkerung war weiblich.
Das jährliche Durchschnittseinkommen eines Haushalts lag bei 48.248 USD. Das Prokopfeinkommen betrug 25.450 USD. 18,6 Prozent der Einwohner lebten unterhalb der Armutsgrenze.

## Ortschaften
Inkorporierte Citys:
| Ort         | Einwohner 2010 | Einwohner 2020 |
| ----------- | -------------- | -------------- |
| Ames        | 58.965         | 66.427         |
| Nevada      | 6798           | 6925           |
| Story City  | 3431           | 3352           |
| Huxley      | 3317           | 4244           |
| Slater      | 1489           | 1543           |
| Roland      | 1284           | 1362           |
| Maxwell     | 920            | 859            |
| Colo        | 876            | 845            |
| Cambridge   | 827            | 827            |
| Gilbert     | 712            | 1211           |
| Zearing     | 554            | 528            |
| Collins     | 495            | 495            |
| McCallsburg | 333            | 353            |
| Sheldahl1   | 319            | 297            |
| Kelley      | 309            | 304            |

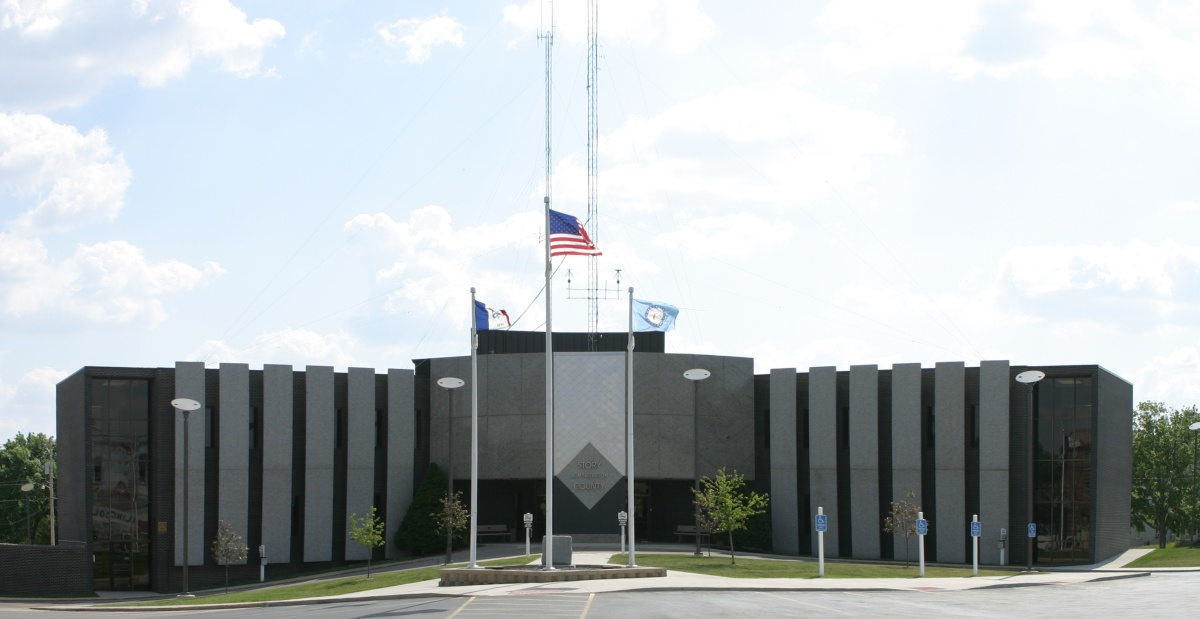
Das frühere Story County Courthouse und heutige Administration Building in Nevada

1 – teilweise im Polk und im Boone County

Von der Volkszählung nicht separat erfasste Unincorporated Communities:
| - Clyde - Farrar - Fernald - Iowa Center | - Midvale - Napier - North Grand - Ontario | - Shipley - Timberland Heights |

## Gliederung
Das Story County ist in 16 Townships eingeteilt:
| Township              | Einwohner (2010) | FIPS     |
| --------------------- | ---------------- | -------- |
| Collins Township      | 787              | 19-90777 |
| Franklin Township     | 21.887           | 19-91428 |
| Grant Township        | 1310             | 19-91704 |
| Howard Township       | 2252             | 19-91992 |
| Indian Creek Township | 1564             | 19-92034 |
| Lafayette Township    | 3318             | 19-92340 |
| Lincoln Township      | 747              | 19-92616 |
| Milford Township      | 553              | 19-92934 |

| Township            | Einwohner (2010) | FIPS     |
| ------------------- | ---------------- | -------- |
| Nevada Township     | 6820             | 19-93063 |
| New Albany Township | 1177             | 19-93066 |
| Palestine Township  | 5793             | 19-93261 |
| Richland Township   | 352              | 19-93615 |
| Sherman Township    | 187              | 19-93879 |
| Union Township      | 1280             | 19-94269 |
| Warren Township     | 561              | 19-94437 |
| Washington Township | 40.954           | 19-94566 |